# Аношкина, Эвелина Александровна
Эвелина Александровна Аношкина (род. 26 июня 1994 года, Тольятти, Самарская область, Россия) — российская гандболистка, вратарь. Игрок гандбольного клуба «ЦСКА» и сборной России. Мастер спорта России международного класса.

## Карьера
- 2010—2016 гг. — «Астраханочка» (Астрахань).
- 2016—2017 гг. — «Динамо-Синара» (Волгоград).
- 2017—2020 гг. — «Звезда» (Звенигород).
- 2020-н.в. — «Астраханочка» (Астрахань)[1].

## Достижения
- Победитель Чемпионата Европы среди юниоров (2011);
- Лучший вратарь Чемпионата Европы среди юниоров (2011);
- Победитель юношеского Олимпийского фестиваля (2011);
- Победитель Чемпионата Европы среди молодёжи (2013);
- Победитель XVIII Всемирной летней Универсиады (2015);
- Чемпионка России (2016, 2024);
- Серебряный призёр Чемпионата Мира среди юниоров (2012);
- Серебряный призёр Чемпионата Мира среди молодёжи (2014);
- Серебряный призёр Кубка России (2016);
- Бронзовый призёр Чемпионата России (2015);
- Бронзовый призёр Кубка России (2019)[2].